# Florian Wilmsmann
Florian Wilmsmann (Tegernsee, 21 gennaio 1996) è uno sciatore freestyle tedesco, specialista dello ski cross.

## Biografia
Originario di Tegernsee e attivo a livello internazionale dal novembre 2011, Florian Wilmsmann ha debuttato in Coppa del Mondo il 4 marzo 2016, giungendo 50º nello ski cross ad Arosa. A Feldberg, il 16 febbraio 2019, ha ottenuto il suo primo podio nel massimo circuito, classificandosi al 2º posto nella gara vinta dallo svizzero Ryan Regez. Il 27 febbraio 2021 ha ottenuto la sua prima vittoria, imponendosi a Bakuriani. Ai Campionati mondiali di Bakuriani 2023 ha vinto la medaglia d'argento.

## Palmarès

### Mondiali
- 1 medaglia:
  - 1 argento (ski cross a Bakuriani 2023)

### Mondiali juniores
- 1 medaglia:
  - 1 oro (ski cross a Chiesa in Valmalenco 2017)

### Coppa del Mondo
- Miglior piazzamento nella Coppa del Mondo di ski cross: 3º nel 2023
- 19 podi:
  - 5 vittorie
  - 9 secondi posti
  - 5 terzi posti

#### Coppa del Mondo - vittorie
| Data             | Luogo       | Paese    | Disciplina |
| ---------------- | ----------- | -------- | ---------- |
| 27 febbraio 2021 | Bakuriani   | Georgia  | SX         |
| 21 marzo 2021    | Veysonnaz   | Svizzera | SX         |
| 20 dicembre 2024 | San Candido | Italia   | SX         |
| 16 gennaio 2025  | Reiteralm   | Austria  | SX         |
| 15 marzo 2025    | Craigleith  | Canada   | SX         |

Legenda:

SX = ski cross